# Rudolf Leitner-Gründberg

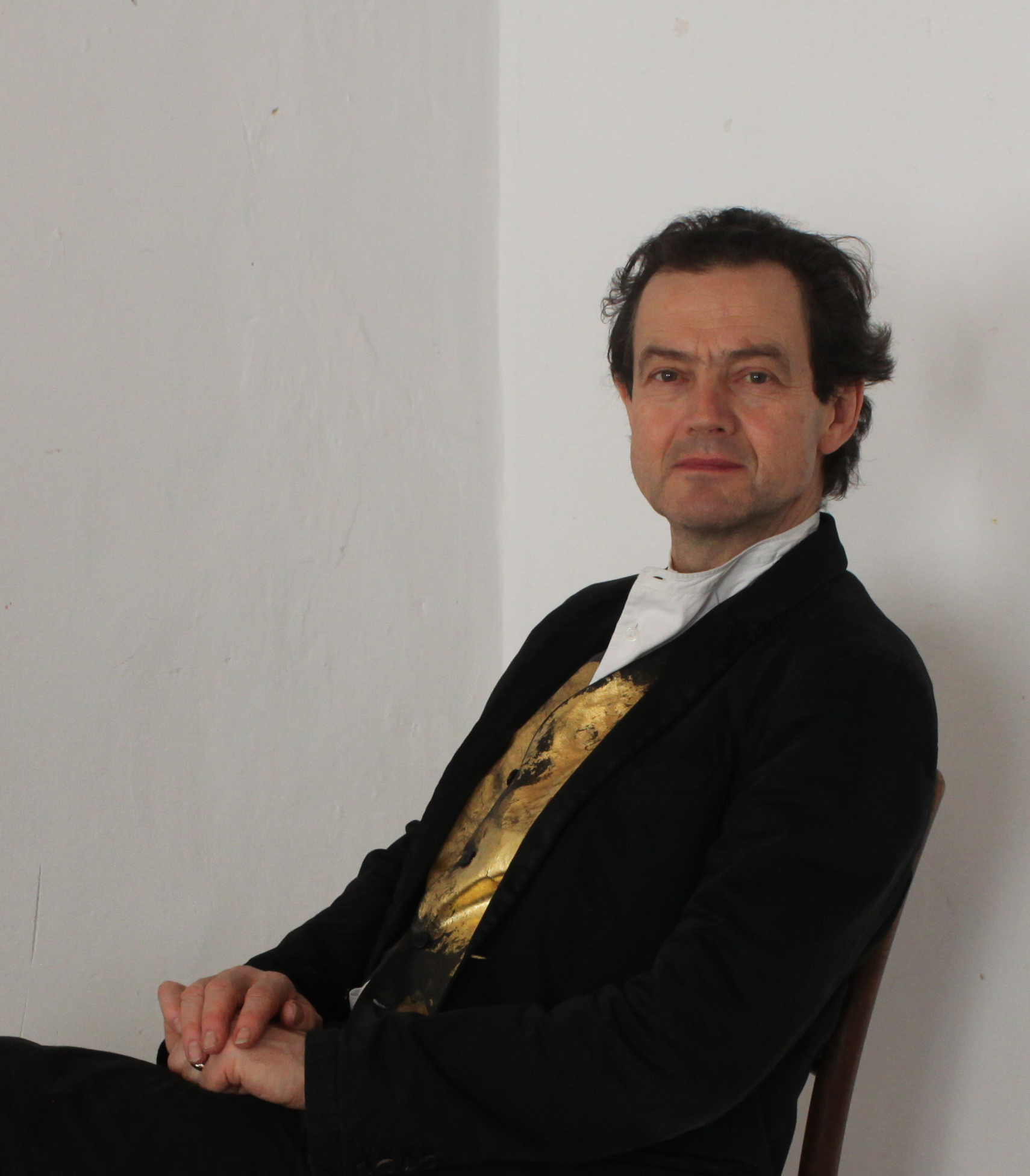
Rudolf Leitner-Gründberg

Rudolf Leitner-Gründberg (* 17. Jänner 1955 in Linz) ist ein österreichischer Maler.

## Leben
Rudolf Leitner-Gründberg kam am 17. Jänner 1955 am Gründberg in Linz, Oberösterreich, zur Welt. Von 1976 bis 1980 studierte er an der Hochschule für angewandte Kunst in Wien bei Bazon Brock und Oswald Oberhuber. Ab 1980 rege Ausstellungstätigkeit im In- und Ausland. Rudolf Leitner-Gründberg lebt und arbeitet seit 1987 in Bubendorf, Gemeinde Wolfsbach, Niederösterreich.

## Ausstellungen

### Museumsausstellungen
- 1991 Kasseler Kunstverein
- 1994  „Le rocher aux dames“, Musee des Beaux-Arts (Chartres)
- 1995 Niederösterreichisches Landesmuseum (ehemals Wien)
- 1999 Oberösterreichische Landesgalerie (Linz)

### Großprojekte im öffentlichen Raum
- 1991 Realisation des temporären Monuments „Die Krone am Gründberg“ (Linz)
- 1999 „Die Krone im Kaiserpark“ (Bad Ischl)
- 2000 Gestaltung des „Exodusraum“ gemeinsam mit seiner Frau Barbara Leitner-Szapary im Haus der Musik (Wien)
- 2002 „Die Krone im Kaisersaal“ Stift St. Florian (St. Florian)
- 2007 „Das vergessene Tuch der Zeit“ Max Gandolf Bibliothek (Salzburg)
- 2008 „La vita nuova“ Berlaymont-Gebäude der EU (Brüssel)
- 2010 „Dein glanzvoller Raum zwischen Augenblick und Ewigkeit“ Palais Kuenburg (Salzburg)

### Ausstellungsbeteiligungen (Auswahl)
- 1989 „60 Tage österreichisches Museum des 21. Jh.“  (Wien)
- 1994 „Positionen oberösterreichischer Malerei Heute“ (Brüssel)
- 1998 „Contemporary Austrian Painters“ The Rotunda, Exchange Square (Hongkong)
- 2009 „Hermann Nitsch. Vorbilder Zeitgenossen Lehre“ (Wien)
- 2012 „Gold“ Österreichische Galerie Belvedere (Wien)
- 2014 „Hier steht ein Sessel“ Galerie im Traklhaus (Salzburg)

## Publikationen
- Wartburg. Kassel 1991.
- die Krone ein temporäres Monument. Eigenverlag, Linz 1991.
- Le rocher aux dames. Hrsg. v. Musee des Beaux-Arts, Chartres 1994, ISBN 2-902549-02-4.